# Ушкалов Віктор Федорович
Ві́ктор Фе́дорович Ушка́лов  (22 квітня 1936 — 28 грудня 2020)— український науковець, член-кореспондент Національної академії наук України, доктор технічних наук, професор, віце-президент Українського товариства інженерів-механіків.

## З життєпису
1960 року здобув освіту у Варшавському політехнічному інституті. Протягом 1960—1969 років працював співробітником Дніпропетровського інституту інженерів транспорту. Від 1969-го — старший науковий співробітник, з 1975 року — завідувач відділу, Інститут технічної механіки НАН.
Член Національного комітету з теоретичної та прикладної механіки, двох спеціалізованих вчених рад із захисту докторських дисертацій.

## Наукова діяльність
Напрями науковій діяльності:
- аналіз особливих режимів руху механічних систем із фрикційними контактами
- вирішення задач контактної взаємодії твердих тіл
- дослідження випадкових коливань складних об'єктів, котрі рухаються по деформівному підложжю
- розвиток структурної й параметричної ідентифікації механічних систем.

Брав участь у вирішенні ряду важливих науково-технічних завдань по прогнозуванню вібронавантажень і віброзахисту чутливих до вібрацій вантажів; зокрема — виробів ракетно-космічної техніки при наземному й морському транспортуваннях.
Є автором та співавтором понад 280 друкованих робіт, з них 3 монографії та навчальний посібник, співавтор книги «Випадкові коливання. Сучасний стан і нові розробки», 36 винаходів.
Як педагог підготував 2 докторів та 15 кандидатів наук.

## Нагороди
За високі досягнення присвоєно звання «Заслужений діяч науки і техніки України» і нагороджено знаком «Почесний залізничник», медалями ВДНГ СРСР та ВДНГ УРСР.